# Gare de Wakkanai
La gare de Wakkanai (稚内駅, Wakkanai-eki) est une gare ferroviaire située dans la ville de Wakkanai, à Hokkaidō au Japon. Elle est exploitée par la compagnie JR Hokkaido. C'est la gare la plus septentrionale du pays.

## Situation ferroviaire
Gare terminus, la gare de Wakkanai marque la fin de la ligne principale Sōya.

## Historique
La gare est inaugurée le 26 décembre 1928.

## Service des voyageurs

### Accueil
La gare dispose d'un bâtiment voyageurs, avec guichets, ouvert tous les jours.

### Desserte
- Ligne principale Sōya :
  - voie 1  : direction Asahikawa et Sapporo